# Американское общество изящных искусств
Американское общество изящных искусств (англ. American Fine Arts Society) — общество американских художников, созданное в 1891 году художником Ховардом Батлером, Нью-Йорк, США.

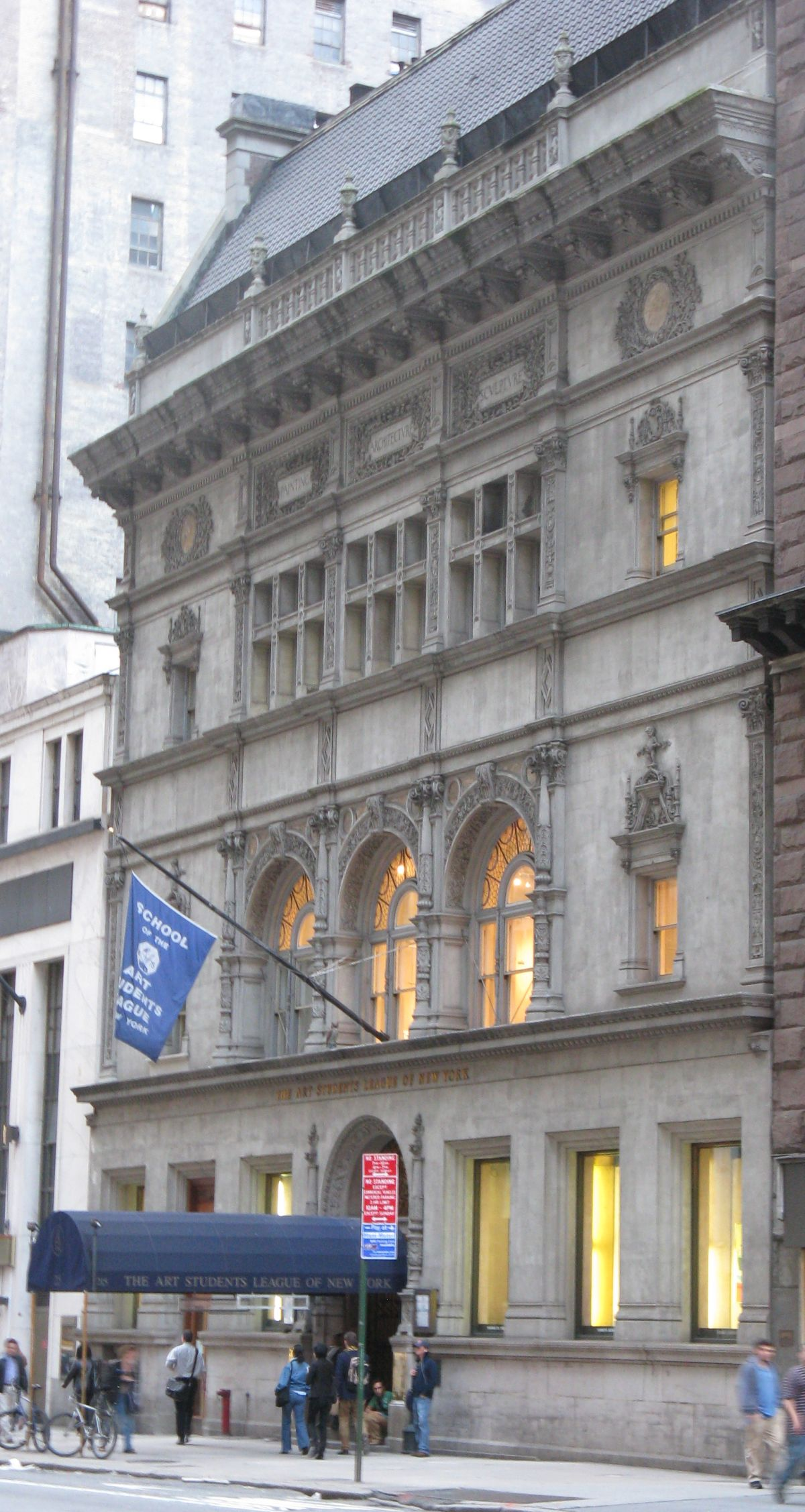
Здание общества, 2008 год

В этом же году в Нью-Йорке было построено его здание, которое было включено в Национальный реестр исторических мест США 6 мая 1980 года. Выполнено в стиле французского Ренессанса одним из основателей общества — архитектором Henry Janeway Hardenbergh. В этом же здании находится штаб-квартира Лиги студентов-художников Нью-Йорка.